# Say Anything (canção)
"Say Anything" é o oitavo single do grupo musical japonês X Japan, lançado em 1 de dezembro de 1991. É o último single da banda a ter Taiji no baixo. A banda globe (da qual Yoshiki fez parte) remixou a canção no álbum Global Trance 2. Como lado-b, o single traz uma versão ao vivo da canção "Silent Jealousy".

## Desempenho comercial
Alcançou a terceira posição na Oricon Singles Chart e ficou na parada por vinte e cinco semanas. Foi certificado disco de platina pela RIAJ, por vender mais de 400 mil cópias.

## Faixas
Todas as faixas escritas e compostas por Yoshiki.
| N.º | Título                      | Duração |  |
| 1.  | "Say Anything"              | 8:42    |  |
| 2.  | "Silent Jealousy (ao vivo)" | 7:49    |  |

## Créditos
- Yoshiki – bateria, piano, composição
- Toshi – vocais
- hide – guitarra
- Pata – guitarra
- Taiji – baixo